# خوسه مانوئل ری
خوسه مانوئل ری (اسپانیایی: José Manuel Rey‎؛ زادهٔ ۲۰ مهٔ ۱۹۷۵) بازیکن سابق و مربی فوتبال اهل ونزوئلا است.
از باشگاه‌هایی که در آن بازی کرده‌است می‌توان به باشگاه فوتبال اتلتیکو ناسیونال، باشگاه فوتبال کاراکاس، باشگاه فوتبال کولو-کولو، و باشگاه فوتبال داندی اشاره کرد.
وی همچنین در تیم ملی فوتبال ونزوئلا بازی کرده‌است.